# Ingunn Utsi
Ingunn Eldbjørg Utsi, född i november 1948 i Stranda i Nordkapps kommun i Finnmark fylke, är en sjösamisk skulptör, målare och tecknare.
Ingunn Utsi läste efter gymnasiet samisk grunnfag på Universitetet i Oslo och studerade därefter måleri och teckning på Kunstskolen i Trondheim.
År 1987 började hon arbeta med skulptur i plexiglas och har blivit mest känd för skulptur med användning av upphittade föremål från naturen kombinerade med plast, målarfärg och annat.
Ingunn Utsi är dotter till Ivar Utsi och bor efter bland annat sju år som lärare i Hattfjelldal nu åter i barndomshemmet i Stranda.

## Offentliga verk i urval
- Biblioteket i Honningsvåg vidaregående skole[1]
- I menneskestavenes verden på Byåsen videregående skole i Trondheim
- Påminnelsen, drivved från Sibirien, vid Krutfjellsvägens skulpturstråk i Helgeland
- Skoleinternatet på Skjånes, oljemålning, Skjånes skole